# 류인아
류인아(본명: 류지은, 1996년 2월 18일 ~ )는 대한민국의 뮤지컬 배우이다.